# كارلوس بوبليتي
كارلوس بوبليتي (بالإسبانية: Carlos Poblete)‏ هو لاعب كرة قدم تشيلي في مركز الهجوم، ولد في 13 أكتوبر 1963 في سانتياغو في تشيلي، وتوفي في 26 أبريل 2017. لعب مع تيبورونيس روخوس دي فيراكروز وكروز آزول ونادي أونيفرسيداد دي تشيلي ونادي أوهيجينس ونادي بويبلا.